# Tsunade (Naruto)
Tsunade (綱手) is een personage uit de manga- en animeserie Naruto.
Tsunade's naam is hetzelfde als die van een personage uit het oeroude Japanse volksverhaal Jiraiya Goketsu Monogatari (Het Verhaal van de Galante Jiraiya). De Tsunade uit dat verhaal specialiseerde zich in slakkenmagie en was De crush van Jiraiya. Tsunade's naam betekent 'vastleggen'.

## Achtergrond
Als kinderen waren Tsunade, Orochimaru en Jiraiya studenten van de Sandaime Hokage. Omdat hij bekendstond als 'de beste ninja ooit' waren de drie dan ook zeer goede shinobi. De Rain ninja Hanzo gaf ze daarom de bijnaam Three Legendary Ninja (Densetsu no Sannin). Omdat Tsunade de kleindochter van de Shodaime is en de kleinnicht van de Nidaime, wordt ze vaak aangesproken met het woord hime (prinses). Tsunade wordt gekenmerkt door haar groot uitgevallen borsten, terwijl ze in haar kindertijd door Jiraiya altijd werd uitgescholden voor 'platte-borst meisje' of 'borstloos kind'.
Een van Tsunade's dierbaarste eigendommen is het kettinkje van haar grootvader de Shodaime. Er wordt gezegd dat het genoeg waard is om drie goudmijnen en de bergen die erbovenop liggen te kopen. Toen Tsunade's broertje Nawaki 12 jaar werd, gaf Tsunade hem het kettinkje in de hoop dat het geluk zou brengen voor zijn droom om Hokage te worden. De volgende dag echter werd Nawaki gedood tijdens een missie en werd het kettinkje teruggebracht naar Tsunade. Ze bedacht dat Nawaki gered had kunnen worden als er een medicinale ninja (ninja die genezende krachten beheerst) in zijn team had gezeten, en diende een petitie in om in elk team één medicinale ninja te plaatsen. Het idee was effectief, ook al werd het niet gelijk uitgevoerd door een geldtekort tijdens de oorlog. Een hele tijd later werd Tsunade verliefd op de jongeman Dan, die ook Hokage wilde worden. Ze gaf haar kettingkje toen aan Dan. Dan stierf echter net zoals Nawaki een korte tijd later tijdens een missie, nadat hij ernstig gewond was geraakt. Tsunade, die in zijn team zat tijdens de missie, had geprobeerd hem te genezen, maar ze had gefaald. Ze begon te denken dat het kettinkje ongeluk bracht en verliet Konoha samen met Dan's nichtje Shizune. Ze ging Shizune trainen in medicinale ninjutsu, maar kreeg een gokverslaving als gevolg van haar opgekropte verdriet.

## Persoonlijkheid
De dood van Nawaki en Dan veranderden Tsunade drastisch. Ze kreeg een angst voor bloed, wat resulteerde in het feit dat ze aan de grond genageld staat zodra ze bloed ziet. Ook geloofde ze dat haar ketting ongeluk bracht. Ze begon ook te denken dat iedereen die Hokage wilde worden, knettergek was omdat ze twee mensen met die droom had zien sterven. Dit gedachtegoed behield ze heel lang, tot Uzumaki Naruto in haar leven kwam en alles veranderde.
Tsunade werd door Jiraiya en Naruto gevraagd om de nieuwe Hokage van Konoha te worden; dit gebeurde vlak na de dood van de Sandaime Hokage. Tsunade weigerde en maakte de titel belachelijk. Naruto, die Hokage wilde worden, werd boos op Tsunade omdat ze zulke dingen zei, en viel haar aan met zijn nog incomplete Rasengan (hij was ervoor aan het leren met Jiraiya). De aanval mislukte en Tsunade sloot naar haar gokverslaafde gewoonte een weddenschap af met Naruto. Als hij binnen een week de Rasengan onder de knie zou hebben, zou ze hem haar kettinkje geven. Naruto accepteerde de weddenschap en ging aan het werk. Tsunade keek naar hem en dacht terug aan Nawaki en Dan, die hetzelfde gedachtegoed als Naruto droegen. Op het einde van de week had Naruto de Rasengan nog niet helemaal klaar, en Tsunade besefte dat het een onmogelijke weddenschap was.
Later, toen Orochimaru en Yakushi Kabuto Tsunade, Jiraiya, Naruto en Shizune aanvielen, kon Tsunade niks doen omdat ze zoveel bloed zag. Kabuto had haar al voor een groot deel verwond en toen hij een fatale klap wilde uitdelen, sprong Naruto ervoor en lanceerde een perfecte Rasengan op Kabuto, die achteruitgeslingerd en uitgeschakeld werd. Tsunade hield haar belofte en gaf hem haar kettinkje, nog voor een derde keer hopend dat het sieraad zijn drager geluk zou brengen. Orochimaru probeerde Naruto te vermoorden, maar Tsunade kwam over haar bloedangst heen en maakte Orochimaru in. Tsunade accepteerde hierna de baan van Godaime Hokage (Vijfde Hokage) en ging mee naar Konoha om officieel haar plaats als leider in te nemen.
Tsunade staat bekend als een verslaafde gokker die nooit wint en daarmee de naam De Legendarische Verliezer (Densetsu no Kamo, in het Engels The Legendary Loser) voor haar ongeluk.
Tsunade is sympathiek tegen haar kennisen, maar hard tegen vreemden. Ze heeft respect voor grote daden, maar aan de andere kant kunnen weinig dingen haar echt schelen.

## Capaciteiten
Tsunade's meest bekende capaciteit is haar superhumane kracht. Ze kan chakra verzamelen in een specifiek lichaamsdeel, het focussen en hiermee ongeloofelijke dingen doen zoals de grond splijten, een muur kapotmeppen etc. Een voorbeeld is haar Painful Sky Leg (Tsūtenkyaku) waarmee ze een enorme krater in de grond kan maken door er simpelweg op te springen of te stampen. Met haar Important Body Points Disturbance (Ranshinshō) kan ze haar eigen spieren en hersenen beheersen, waardoor ze bijvoorbeeld haar benen met evenveel gemak kan gebruiken als haar armen.
Tsunade is ook een extreem getalenteerde medicinale ninja, volgens sommige bronnen de beste uit de hele Naruto wereld. Met het gebruik van Shadow Seal: Release (Infūin: Kai), realiseert ze het paarse vormpje op haar voorhoofd die haar de kracht geeft voor de ultieme medicinale jutsu Creation Rebirth (Sōzō Saisei). Hiermee geneest ze alle wonden in haar lichaam onmiddellijk en is ze dus ongenaakbaar in een gevecht. De Sozo Saisei kan alleen gebruikt worden in extreme situaties, want het legt een enorme druk op de spieren en zal de levensduur van de gebruiker verlagen.
Tsunade kan ook een slak oproepen, Katsuyu. Dit gebeurt vanzelfsprekend met de Summoning Technique (Kuchiyose no Jutsu). Katsuyu kent enkele technieken zoals het maken van klonen uit haar eigen glibberige huid en het spuiten van slijm. Katsuyu, de zorgzame slak, is natuurlijk een verwijzing naar de slak-krachten van de Tsunade uit het Japanse volksverhaal Jiraiya Goketsu Monogatari.
Terwijl ze rond de vijftig jaar oud is, kan Tsunade zich met een transformatietechniek er uit laten zien zoals ze maar wil. Ze gebruikt in haar verschijning in de serie een standaardversie van rond de twintig jaar. Tsunade gebruikt deze transformatietechniek ook om ongezien weg te kunnen komen van schuldeisers of mensen die nog geld van haar krijgen. Tsunade's transformatie is anders dan de normale Transformation Technique (Henge no Jutsu), deze transformatie is permanent en zal niet verdwijnen als de gebruiker geraakt wordt.

## Plot
Na zijn gefaalde invasie van Konoha (zie Sandaime Hokage en Temari voor meer informatie hierover) kwam Orochimaru naar Tsunade voor zijn armen, die onbruikbaar waren gemaakt door een techniek van de Sandaime Hokage in zijn gevecht met hem. Tsunade weigert, maar Orochimaru doet haar het aanlokkelijke aanbod om Nawaki en Dan terug op aarde te brengen als ze doet en geeft haar een week denktijd. Ze ontmoet Uzumaki Naruto en wordt herinnerd aan haar twee dierbaren. Ze beseft dat Orochimaru zijn krachten zal gebruiken voor het vernietigen van Konoha als ze hem helpt, en ze wil dat niet op haar geweten hebben. Ze gaat in gevecht met Orochimaru en verslaat hem. Dan accepteert ze de baan van Godaime Hokage (Vijfde Hokage) die Naruto en Jiraiya haar aanboden omdat de Sandaime immers overleden was.
Als Hokage zien we Tsunade vooral terwijl ze papierwerk doet, missies geeft of helpt in het hospitaal van Konoha als medicinale ninja. In Part II van de serie komt ze in conflict met de stadsraad van Konoha. Aan het einde van Part I zien we dat Haruno Sakura bij Tsunade gaat trainen. Tsunade traint het meisje in medicinale ninjutsu en haar eigen superhumane kracht - technieken. Sakura leert van haar onder andere de Mystical Palm Technique (Shousen no Jutsu) en de Strong Arm (Gouwan).